# Smith y Jones
Smith y Jones (Smith and Jones) es el primer episodio de la tercera temporada moderna de la serie británica de ciencia ficción Doctor Who, emitido originalmente el 31 de marzo de 2007. En él debutó Freema Agyeman como la nueva acompañante Martha Jones.

## Argumento
La estudiante de medicina Martha Jones (Freema Agyeman) está de camino a su trabajo en un hospital de Londres cuando se choca con un extraño hombre que se detiene delante de ella, se quita la corbata y después se marcha. Cuando llega al trabajo, ve al mismo hombre. Es un paciente llamado John Smith que no recuerda haber visto a Martha antes.
De repente, los ocupantes del hospital encuentran que el edificio entero ha sido teletransportado a la Luna. Tres naves espaciales aterrizan cerca, y el hospital es invadido por los Judoon, una policía intergaláctica que buscan un Plasmavore, un alienígena consumidor de sangre con la habilidad de parecer como la especie cuya sangre consume. Los Judoon empiezan a escanear a toda la gente del hospital, catalogando a todos los humanos en busca del criminal no humano. John Smith, que resulta ser el Doctor (David Tennant), habla con Martha, revelándole que él también es alienígena y por lo tanto está en peligro. Los dos comienzan a investigar. Mientras, una anciana llamada Florence Finnegan (Anna Reid) revela que ella es el Plasmavore y evade la captura chupándole toda la sangre al director del hospital, el Sr. Stoker (Roy Marsden), y así los escáneres de los Judoon la dan por humana. Mientras, el nivel de oxígeno comienza a bajar y la gente comienza a desmayarse. El Doctor y Martha son perseguidos por los sirvientes de Finnegan. El Doctor usa su destornillador sónico para sobrecargar una máquina de rayos X y destruir a uno de ellos, pero el proceso también destruye el destornillador.
El Doctor y Martha encuentran el cadáver de Stoker sin una gota de sangre, lo que confirma las sospechas del Doctor de que hay un Plasmavore en el hospital. Para ganar tiempo con los Judoon, el Doctor besa a Martha. Esto deja un rastro de ADN no humano en ella, confundiendo a los Judoon y obligándoles a hacerle un escáner profundo. El Doctor encuentra a Finnegan en una sala de resonancias, modificando el escáner para que destruya toda la vida en la luna y la mitad de la Tierra. El Doctor finge ser un humano confundido, y Finnegan se bebe su sangre hasta que se desmaya. Los Judoon llegan y confirman que el no humano está muerto. Martha entra y quitándole a un Judoon su escáner, descubre a Finnegan. Confirmando que ella es la fugitiva que buscan, los Judoon la ejecutan por asesinato. Después declaran su trabajo hecho y se marchan de vuelta a su nave. Martha usa las maniobras de resucitación en los dos corazones del Doctor y logra revivirle. Él desactiva el escáner modificado y los Judoon finalmente devuelven el hospital a la Tierra justo cuando el oxígeno estaba a punto de agotarse.
Esa noche, Martha asiste a la fiesta de cumpleaños de su hermano, que acaba en una desagradable discusión familiar. Mientras está fuera, ve al Doctor y le sigue a la TARDIS. Le invita a Martha a un viaje con él, pero ella duda hasta que el Doctor le dice que también puede viajar en el tiempo, algo que prueba viajando a esa mañana quitándose la corbata frente ella. Martha entra en la TARDIS, y el Doctor le dice que solo irá con él un viaje, y entonces introduce las coordenadas.

### Continuidad
Morgenstern menciona a un Saxon durante su emisión de radio, diciendo que los eventos del episodio prueban las teorías de Saxon sobre vida alienígena. El Sr. Saxon es el arco argumental de la tercera temporada. El Doctor usa su alias de "John Smith" que le dio Jamie McCrimmon en el serial The Wheel in Space.
Martha menciona la nave que se estrelló contra el Big Ben (Alienígenas en Londres), los eventos de La invasión en Navidad y La novia fugitiva, y la batalla de Canary Wharf contra los Cybermen en El ejército de fantasmas. También menciona la pérdida de su prima Adeola, que "trabajaba en Canary Wharf" y desapareció, una referencia al personaje de El ejército de fantasmas interpretado por la misma actriz.

## Producción
El rodaje tuvo lugar principalmente en agosto de 2006 con trabajo adicional en septiembre, octubre y noviembre del mismo año. Para el hospital se usó la facultad de ciencias en la Universidad de Glamorgan, así como partes del hospital Singleton en Swansea, y el Usk Valley Business Park.